# Lista episoadelor din Chuck
Lista episoadelor din Chuck

## Sozonul 1
- Episode 1: Pilot

- Episode 2: Chuck Versus the Helicopter

- Episode 3: Chuck Versus the Tango

- Episode 5: Chuck Versus the Sizzling Shrimp

- Episode 6: Chuck Versus the Sandworm

- Episode 7: Chuck Versus the Alma Mater

- Episode 8: Chuck Versus the Truth

- Episode 9: Chuck Versus the Imported Hard Salami

- Episode 10: Chuck Versus the Nemesis

- Episode 11: Chuck Versus the Crown Vic

- Episode 12: Chuck Versus the Undercover Lover

- Episode 13: Chuck Versus the Marlin

## Sozonul 2
- Episode 1: Chuck Versus the First Date

- Episode 2: Chuck Versus the Seduction

- Episode 3: Chuck Versus the Break-Up

- Episode 4: Chuck Versus the Cougars

- Episode 5: Chuck Versus Tom Sawyer

- Episode 6: Chuck Versus the Ex

- Episode 7: Chuck Versus the Fat Lady

- Episode 8: Chuck Versus the Gravitron

- Episode 9: Chuck Versus the Sensei

- Episode 10: Chuck Versus the DeLorean

- Episode 11: Chuck Versus Santa Claus

- Episode 12: Chuck Versus the Third Dimension

- Episode 13: Chuck Versus the Suburbs

- Episode 14: Chuck Versus the Best Friend

- Episode 15: Chuck Versus the Beefcake

- Episode 16: Chuck Versus the Lethal Weapon

- Episode 17: Chuck Versus the Predator

- Episode 18: Chuck Versus the Broken Heart

- Episode 19: Chuck versus the Dream Job

- Episode 20: Chuck Versus the First Kill

- Episode 21: Chuck Versus the Colonel

- Episode 22: Chuck vs. the Ring

## Sozonul 3
- Episode 1: Chuck vs the Pink Slip

- Episode 2: Chuck vs the Three Words

- Episode 3: Chuck vs the Angel de la Muerte

- Episode 4: Chuck vs Operation Awesome

- Episode 5: Chuck vs First Class

- Episode 6: Chuck vs Nacho Sampler

- Episode 7: Chuck vs the Mask

- Episode 8: Chuck vs the Fake Name

- Episode 9: Chuck vs. the Beard

- Episode 10: Chuck vs. the Tic Tac

- Episode 11: Chuck Versus the Final Exam

- Episode 12: Chuck Versus the American Hero

- Episode 13: Chuck vs. the Other Guy

- Episode 14: Chuck vs the Honeymooners

- Episode 15: Chuck versus the Role Models

- Episode 16: Chuck vs the Tooth

- Episode 17: Chuck vs the Living Dead

- Episode 18, 19 Season Finale

## Sozonul 4
1	"Chuck Versus the Anniversary"	20 septembrie 2010
2	"Chuck Versus the Suitcase"	27 septembrie 2010
3	"Chuck Versus the Cubic Z"	5 octombrie 2010
4	"Chuck Versus the Coup d'Etat"	11 octombrie 2010
5	"Chuck Versus the Couch Lock"	18 octombrie 2010
6	"Chuck Versus the Aisle of Terror"	25 octombrie 2010
7	"Chuck Versus the First Fight"	1 noiembrie 2010
8	"Chuck Versus the Fear of Death"	15 noiembrie 2010
9	"Chuck Versus Phase Three"	22 noiembrie 2010
10	"Chuck Versus the Leftovers"	29 noiembrie 2010
11	"Chuck Versus the Balcony"	17 ianuarie 2011
12	"Chuck Versus the Gobbler"	24 ianuarie 2011
13	"Chuck Versus the Push Mix"	31 ianuarie 2011
14	"Chuck Versus the Seduction Impossible"	7 februarie 2011
15	"Chuck Versus the Cat Squad"	14 februarie 2011
16	"Chuck Versus the Masquerade"	21 februarie 2011
17	"Chuck Versus the First Bank of Evil"	28 februarie 2011
18	"Chuck Versus the A-Team"	14 martie 2011
19	"Chuck Versus the Muuurder"	21 martie 2011
20	"Chuck Versus the Family Volkoff"	11 aprilie 2011
21	"Chuck Versus the Wedding Planner"	18 aprilie 2011
22	"Chuck Versus Agent X"	2 mai 2011
23	"Chuck Versus the Last Details"	9 mai 2011
24	"Chuck Versus the Cliffhanger"	16 mai 2011

## Sozonul 5
1	"Chuck Versus the Zoom"
2	"Chuck Versus the Bearded Bandit"
3	"Chuck Versus the Frosted Tips"
4	"Chuck Versus the Business Trip"
5	"Chuck Versus the Hack Off"
6	"Chuck Versus the Curse"
7	"Chuck Versus the Santa Suit"
8	"Chuck Versus the Baby"
9	"Chuck Versus the Kept Man"
10	"Chuck Versus Bo"
11	"Chuck Versus the Bullet Train"
12	"Chuck Versus Sarah"
13	"Chuck Versus the Goodbye"